# Ferdinando Meomartini
Ferdinando Meomartini (Benevento, 5 luglio 1908 – Rozzano, 5 maggio 2003) è stato un giornalista, pilota automobilistico e saggista italiano.

## Biografia
Nato dal cavalier Giuseppe di Colle Sannita e da Elisa Jelardi di San Marco dei Cavoti, Ferdinando Meomartini visse tra San Marco dei Cavoti e Napoli dove si laureò in Giurisprudenza.  Entrato per concorso al RACI (Real Automobil Club Italiano) ne fu direttore a Matera, Lecce, Genova e quindi a Milano ove visse dal 1933 al 2003, anno della sua morte.
Si da giovanissimo si appassionò al mondo dell'automobile dopo aver compiuto, assieme agli zii, un avventuroso giro d'Italia in macchina, iniziando poi a partecipare a varie gare come pilota, nonché a interessarsi di numerose problematiche legate alla nascente motorizzazione, sia in rapporto alle funzioni di direttore del Raci e sia personalmente continuando tali attività anche dopo il pensionamento. 
Corridore automobilistico sin dal 1929 alla Coppa Bellagio, organizzò a Lecce la Coppa d'Oro del Littorio nel 1934 quando era direttore del Raci nella città pugliese, partecipando poi tra l'altro alla Milano-San Remo dal 1930 al 1938, al Gran Premio di Monza (1933), al Gran Premio d'Italia (1934). Vinse il Volante d'Argento nel 1938 e molti altri premi e riconoscimenti tra cui quello di finalista al I Gran Premio di Brescia del 1940.
Collaboratore sportivo dell'ACI dal 1948 al 1955, fu decano della Mille Miglia e prendendo parte alla celebre corsa per sessant'anni, fino all'età di 84 anni nel 1992. In un articolo apparso nel 1986 sulla rivista Grand Prix, il giornalista Mario Scelba junior così parla di Meomartini, tra i più anziani concorrenti dell'edizione della Mille Miglia storica di quello stesso anno:
In molte gare automobilistiche fu anche Commissario ai Box.
Conservatore del Pra - Pubblico Registro Automobilistico di Milano, fu conferenziere alla Conferenza sul traffico e la circolazione di Stresa dal 1951 al 1960, compomemte della Commissione Ministeriale di riforma del Codice della strada, membro del Comitato Tecnico per la ristrutturazione del PRA su designazione del ministro delle finanze Rino Formica 
(1980) e Segretario della Commissione Giuridica dell'ACI.
Nel capoluogo lombardo si dedico anche allo studio di problematiche connesse al mondo dell'automobile collaborando a numerosi quotidiani nazionali (Gazzetta dello Sport, Il Messaggero, Corriere della Sera, Il Giorno, Auto Industrie, AutoMi), nonché prendendo parte a varie trasmissioni televisive e radiofoniche.
Fondò svariati comitati a difesa dell'automobilista tra cui l'Unione Nazionale Commercianti Auto Moto (UNCAM, 1954), il Sindacato Utenti Motorizzati (SUM, 1954) e la Federazione Italiana Difesa Automotorizzati (FIDA). Inoltre negli anni Ottanta fondo numerose agenzie di pratiche auto operanti sul territorio italiano (MILANO-FIRENZE-NAPOLI-BARI) per il gruppo Fiat.
Dal 1999 al 2003, ultranovantenne, prese parte più volte al Maurizio Costanzo Show e fu opinionista su Telelombardia.
Suo figlio Alberto Meomartini, secondogenito nato dal matrimonio con Nella Marchesi, è un noto dirigente d'azienda.
Vissuto sempre a Milano dal 1933, morì all'Istituto Clinico Humanitas, a Rozzano (Milano), all'età di 94 anni. Chiese di essere sepolto a San Marco dei Cavoti, paese della madre dove trascorreva le vacanze estive e dove, nel 2011, gli è stata intitolata una piazza. Le sue ceneri furono temporaneamente deposte accanto a quelle della moglie Nella scomparsa nel 1991 al Cimitero Monumentale di Milano, in una celletta.

## Studi sulla burocrazia
Nell'arco della sua lunga carriera di studioso di problematiche connesse al mondo dell'automobile, della burocrazia automobilistica e della circolazione stradale, la preoccupazione principale di Ferdinando Meomartini fu quella di snellire le lungaggini burocratiche legate al mondo dell'automobile, prevedendo il progressivo complicarsi della situazione con l'aumento continuo ed inarrestabile del numero di automobili sul territorio nazionale. Fu così ad esempio che nel 1937 egli propose alle autorità competenti di sostituire con fotografie dei documenti di proprietà, di acquisto o vendita delle autovetture, le copie compilate ed autenticate a mano dal notaio, allora in vigore, e che comportavano inevitabilmente lunghissimi tempi di attesa.
La sua proposta, sebbene non accolta, anticipava di decenni il ciclostile e la fotocopiatrice.

## Premi
Tra le numerose gare e premi vinti da Meomartini come pilota automobilistico:
- Coppa Bellagio, 1929
- V Corsa dello Stelvio, Coppa Arturo Mercanti, 1930
- Milano-San Remo, edizioni del 1930, 1937, 1938
- Raduno Internazionale Gardesana Occidentale, 1931
- I Corsa Varese-Campo dei Fiori, 1931
- II Concorso Eleganza Automobili, Genova 1931
- III Gara "Stella Alpina", 1932
- Raduno di Motori dell'aria, della terra e del mare, Genova 1934
- Corsa Automobilistica Milano-Trieste 1933
- XI Gran Premio d'Italia e VI Gran Premio di Monza 1933
- Corsa Milano-Roma-Littoria-Bari, 1933
- XII Gran Premio d'Italia, 1934
- III Corsa Internazionale dello Stelvio, 1934
- Coppa del Littorio, primo giro automobilistico d'Italia, 1934
- Gara automobilistica "24 ore", Pescara 1934 (I classificato classe 1100)
- IV Raduno Automobilistico Internazionale di S. Margherita Ligure, 1934
- III Sagra del Motore, Genova 1934
- I Raduno Automobilistico Internazionale e I Concorso Eleganza Automobili, Bormio 1935
- II Coppa Milano-Rapallo 1936
- I Coppa Milano-La Spezia, 1937
- IV Coppa Invernale delle Alpi, 1937
- VIII Milano-San Remo, 1937
- Marcia automobilistica Milano-Budapest, 1937
- Circuito di Ascoli Piceno
- Circuito Parma-Poggio di Berceto
- Circuito dell'Agro Pontino (7º classificato)
- Corsa Bolzano-Mendola (I Classificato) 1938
- I Raduno nazionale automobilistico, Bolzano 1938
- V Coppa Invernale delle Alpi, 1938
- Raduno Sciatorio Madonna di Campiglio 1938
- Gara Argegna-Lanzo 1938 – (II Classificato -‘Volante d'Argento')
- IX Coppa Milano-San Remo, 1938
- XVI Gran Premio d'Italia – Gran Premio di Milano e Coppa Fascio Primogenito, 1938
- Campionato automobilistico sociale, 1939.
- I Gran Premio di Brescia, 1940 (finalista)
- Riconoscimento speciale per i 60 anni di Mille Miglia, 1987

## Opere
- La vendita a rate degli autoveicoli, Camera di Commercio, Milano 1954.
- Critica sollecitata per un C.d.S. chiaro ed onesto, in Auto Industrie, Milano 1954
- Il PRA: una battaglia vinta, Milano 1985.